# Fricativa dental sonora
La fricativa dental sonora es un tipo de sonido del habla humana consonántico, usado en algunos idiomas. El símbolo en el Alfabeto Fonético Internacional que representa este sonido es ð, y el símbolo X-SAMPA equivalente es D.  El símbolo ⟨ð⟩ proviene de la letra del inglés antiguo eth, la cual podía usarse o para la fricativa dental sonora o para la sorda. Este símbolo también es usado a veces para la aproximante dental, aunque está mejor escrito añadiendo un diacrítico ð̞. Las fricativas dentales son llamadas interdentales cuando se producen con la punta de la lengua sobresaliendo ligeramente entre los dientes incisivos superiores e inferiores, y no solo con la parte de atrás de los dientes incisivos superiores, como las consonantes dentales en general. No obstante, tanto cuando es interdental como cuando es simplemente dental, el sonido resultante es muy similar y no establece contrastes fonológicos en ninguna lengua.
Este sonido, y su contraparte sorda, son en realidad poco comunes. La gran mayoría de lenguas europeas y asiáticas, como alemán, francés, portugués brasilero, persa, japonés y chino, carecen de este sonido. Casi todos los idiomas europeos carecen de este sonido; sin embargo idiomas como el galés, dalecarliano, inglés, español, danés, árabe, griego y albanés tienen este sonido entre sus alófonos o fonemas consonánticos.

## Características
- Su modo de articulación es fricativo, lo que significa que se produce al contraer el flujo de aire a través de un canal estrecho en el lugar de articulación, lo que provoca turbulencia. Sin embargo, no tiene la lengüeta acanalada y el flujo de aire dirigido, o las altas frecuencias de una sibilante.
- Es una consonante sonora, por tanto involucra la vibración de las cuerdas vocales. En caso de que las cuerdas vocales no suenen, entonces se genera una fricativa dental sorda.
- Es una consonante dental (o interdental), lo que significa que en su articulación solo se involucran los dientes y la lengua.
- Su articulación consiste en poner la punta de la lengua apenas visible entre los dientes (incisivos superiores e inferiores) si es interdental, o bien inmediatamente detrás de los dientes si es solo dental; los labios y otras partes de la boca deben estar relajadas, a menos que hablemos de una co-articulación.
- En su forma pura, es una consonante oral, por lo tanto, el aire sale por la boca y nunca por la nariz.
- Es una consonante pulmonar, por lo que el aire de su pronunciación proviene directamente de los pulmones; no involucra el aire almacenado en la boca, ni es una consonante del tipo clic.

## En español
La fricativa dental sonora ocurre en español como un alófono del fonema /d/ (representado ortográficamente con la letra d), cuando este se encuentra entre vocales o en una posición final. No obstante, este sonido se produce principalmente en pronunciaciones enfáticas; el alófono habitual en estos entornos es la aproximante dental.
Por ejemplo, si comparamos el sonido de la d en la palabra cada ([k'ä.ð̞ä]) con la d de la palabra ende (['e̞n̟.d̟e̞]), notaremos que el primero puede ser una fricativa dental sonora, o más a menudo una aproximante dental, mientras que el segundo es una consonante oclusiva alveolar sonora.
- Datos: Q654641